# Anisozyga polyglena
Anisozyga polyglena är en fjärilsart som beskrevs av Louis Beethoven Prout 1924. Anisozyga polyglena ingår i släktet Anisozyga och familjen mätare. Inga underarter finns listade i Catalogue of Life.